# Всеукраїнське братство ОУН-УПА
«Всеукраї́нське бра́тство ОУН-УПА і́мені генера́л-хору́нжого Рома́на Шухе́вича» — громадсько-ветеранська організація.

## Діяльність
Братство спрямовує свою працю на
- морально-патріотичне виховання молодого покоління,
- доведення до українського народу та світової спільноти правди про національно-визвольну боротьбу ОУН-УПА 1940-1950-х з окупантами України за Самостійну Соборну Українську Державу.

Братство керується принципами християнської моралі, яку символізує гасло: Бог і Україна!
Братство є членом конфедерації Європейських ветеранів-учасників руху спротиву окупаційним режимам під час другої світової війни.

## Історія
Створене наприкінці квітня 1991 місті Львові на І-у Всеукраїнському зборі вояків ОУН-УПА. Головою Братства було обрано Михайла Зеленчука. Після цього в обласних центрах України, в свою чергу, створювались крайові та обласні Булави Братства. Відтак у районних центрах і містах обласного підпорядкування створювались станиці Братства ОУН — УПА.
Крайова Управа Братства ОУН-УПА Карпатського краю створена 6 листопада 1991 року в місті Івано-Франківську. Головою Крайової Управи обрано Фотія Володимирського. У крайовій Управі налічується 15 станиць.
3 липня 2012 на засіданні головної булави Братства ОУН-УПА в Івано-Франківську переобрали голову Братства. Ним став керівник Івано-Франківської обласної організації Конгресу українських націоналістів Богдан Борович. Саме на призначенні Боровича наполягав Зеленчук, який перебував у важкому фізичному стані. Саме це й стало причиною переобрання голови.

## Обласні осередки
- Братство ОУН-УПА Подільського краю «Лисоня» — в Тернопільській області.